# Aldo Gucci
Aldo Gucci (Florence, 26 mei 1905 – Rome, 19 januari 1990) was een Italiaans zakenman en designer. Hij stond later als lid van de familie Gucci aan het hoofd van het luxemerk Gucci. Hij was tevens de oudste zoon van Guccio Gucci, de grondlegger van het merk.

## Jeugd
Aldo was de zoon van een Toscaanse familie en had drie broers genaamd Vasco, Rodolfo, en Enzo, en een zus genaamd Grimalda. Enzo overleed op negenjarige leeftijd. Aldo hield tijdens zijn jeugd van paardrijden en ontwikkelde een interesse voor plantkunde.

## Biografie
Toen Aldo Gucci 20 jaar oud was, opende hij een Gucci-winkel in Rome, dit was de eerste winkel van de familie buiten Florence. 
In 1952 reisden Vasco, Rodolfo en Aldo af naar New York om daar hun eerste winkel te openen in de Verenigde Staten. Na het overlijden van Vasco, in 1974, droegen Rodolfo en Aldo de verantwoordelijkheid voor het familiemerk beiden voor de helft. Aldo was echter ontevreden over de geringe bijdrage die Rodolfo aan het merk leverde, waarna Aldo probeerde zijn eigen winsten te verhogen door een nieuw parfummerk op te starten waarvan hij en zijn zoons 80% van de aandelen in bezit hielden. Het gevolg was dat de familie terechtkwam in een grote hoeveelheid onderlinge juridische gevechten. Toen Paolo, een zoon van Aldo, probeerde in 1980 een eigen bedrijf op te starten met de merknaam Gucci, zorgde Aldo ervoor dat Paolo overal werd tegengewerkt. Uit wraak gaf hij zijn vader aan voor belastingfraude, waarvoor Aldo uiteindelijk in 1986 ook gevangenisstraf kreeg.
Aldo Gucci overleed op 84-jarige leeftijd in Rome aan prostaatkanker.
In 2021 kwam de film House of Gucci in de bioscoop uit. De erfgenamen van Gucci waren ontstemd en noemden de film pijnlijk en beledigend; vooral het gebrek aan overleg met de familie werd de filmmakers uiterst kwalijk genomen.
- Nationale Bibliotheek van Tsjechië: ola2016935383
- Virtual International Authority File: 4120148390835310830000